# أغ بلاغ (خوي)
أغ‌ بلاغ هي قرية في مقاطعة خوي، إيران. يقدر عدد سكانها بـ 638 نسمة بحسب إحصاء 2016.